# Bonellia loeflingii
Bonellia loeflingii là một loài thực vật có hoa trong họ Anh thảo. Loài này được (Carrasquel) B.Ståhl & Källersjö mô tả khoa học đầu tiên năm 2004.